# Era Toa
Era Toa(francès Latoue) és un municipi del departament francès de l'Alta Garona, a la regió d'Occitània.